# Сидели
Сиде́ли (чув. Сител) — деревня в Батыревском районе Чувашской Республики России. Расположена на левом берегу реки Булы.

## География
Расстояния: до ближайшего населённого пункта д. Верхние Бюртли-Шигали 2,5 км, до города Чебоксары 116,6 км.
Климат умеренно континентальный с устойчивыми морозами и метелями зимой, продолжительным тёплым летом, нередко жарким и сухим.

## История
Семеро ясачных чувашей деревни Сиделево Цивильского уезда (ныне Канашского района) ещё до 1651 года имели оброчные земли по реке Буле и речке Парсе. В том же году они получили разрешение цивильского воеводы переселиться на эту оброчную землю с сохранением рублевого оброка и наложением на них вновь трех с половиной ясаков, с которых взималось 1 руб. 5 коп. деньгами, 21 пуд ржи и столько же овса.
На этой земле возникла деревня Сидели.

## Население
| 2010 | 2012 |
| ---- | ---- |
| 485  | ↗555 |

## Экономика и инфраструктура
Деревня состоит из 142 домов. В ней расположены ООО «Сидели», сельский дом культуры, библиотека, фельдшерский-акушерский пункт, торгово-развлекательный комплекс «Лидия» (ИП Ю. Н. Степанов).